# フリオ・セサル・トゥルバイ・アヤラ
フリオ・セサル・トゥルバイ・アヤラ（スペイン語: Julio César Turbay Ayala、1916年6月18日 - 2005年9月13日）は、コロンビア・ボゴタ出身の外交官・政治家。1978年から1982年までコロンビア大統領を務めた（第25代）。在アメリカ合衆国コロンビア大使や外務大臣を歴任した。

## 経歴
父親のアントニオ・アミンはレバノンからコロンビアへの移民であり、母親のロサウラ・アヤラはボゴタ近郊のクンディナマルカ県出身の農民である。父親は商人として財産を築いたが、1899年から1902年まで続いた千日戦争ですべてを失った。トゥルバイ自身はボゴタの中等学校で教育を受けたが、大学で学位を取得したことはない。なお、大臣となった後の1957年にはカウカ大学から法学の名誉学位を授与されている。
1938年にはボゴタの南西にあるエンガティベ村の村会議員となった。1943年にはクンディナマルカ県選挙区選出の下院議員となった。1946年と1949年には下院議長を務めた。1957年には鉱業・エネルギー大臣となり、1958年には外務大臣となった。1962年には上院議員となり、1967年から1969年には国連大使を務めた。1975年には在アメリカ合衆国コロンビア大使となった。
1978年、コロンビア自由党から大統領選挙に出馬。現職のアルフォンソ・ロペス・ミケルセン大統領を破り、同年8月7日にコロンビア大統領に就任した。高まる反政府活動に対して、戒厳令を布告して弾圧した。多くの活動家が秘密警察による拉致されたり、拷問を受けて失踪したとされる。これらの人権侵害によって、トゥルバイ政権は多くの批判を浴びた。左派の小説家であるガブリエル・ガルシア＝マルケスは、1981年にトゥルバイ政権に対して批判的な『予告された殺人の記録』を著している。1982年8月7日に大統領を退任し、ベリサリオ・ベタンクール・クアルタスに引き継いだ。
2002年の大統領選挙では右派のアルバロ・ウリベを支持した。当初は大統領の二選に反対していたが、最終的には2006年大統領選挙でもウリベの支援に回った。2005年9月13日、89歳で死去した。

## 家族
1948年7月1日に姪のニディア・キンテーロ・トゥルバイと結婚した。トゥルバイは32歳だったが、ニディアはまだ15歳だった。ふたりはフリオ・セサル・トゥルバイ・キンテーロ、ディアナ・トゥルバイ・キンテーロ、クラウディア・トゥルバイ・キンテーロ、マリア・ビクトリア・トゥルバイ・キンテーロの一男三女を儲けた。フリオ・セサルは政治家となり、ディアナはジャーナリストとなり、クラウディアはジャーナリスト・外交官となった。1991年1月、ディアナは薬物乱用者によって誘拐され、警察の救助活動が失敗したことで殺害された。